# Andrea Gardini
Andrea Gardini (* 1. Oktober 1965 in Bagnacavallo) ist ein ehemaliger italienischer Volleyballspieler und heutiger Volleyballtrainer.

## Karriere als Spieler
Gardini begann seine Karriere 1980 beim heimischen Fulgur Bagnacavallo. Von 1982 bis 2004 spielte der Mittelblocker 22 Jahre in der „Serie A1“ bei verschiedenen Spitzenvereinen. In dieser Zeit wurde er siebenmal italienischer Meister, einmal italienischer Pokalsieger, viermal Champions-League-Sieger, zweimal Europapokalsieger der Pokalsieger, zweimal CEV-Pokalsieger sowie einmal Klubweltmeister.
Gardini spielte von 1986 bis 2000 418 mal für die Nationalmannschaft. Er nahm an vier olympischen Turnieren teil und gewann mehrmals Welt- und Europameisterschaften sowie Weltliga und Weltpokal.
2007 wurde Andrea Gardini als erster Italiener in die „Volleyball Hall of Fame“ aufgenommen.

## Karriere als Trainer
Seit 2011 ist Gardini Trainer. Von 2011 bis 2013 arbeitete er als Co-Trainer der polnischen Nationalmannschaft. Anschließend war er Cheftrainer der polnischen Vereine AZS UWM Olsztyn und Zaksa Kędzierzyn-Koźle, mit dem er 2019 die nationale Meisterschaft gewann. Seit 2019 trainiert Gardini den italienischen Erstligisten „You Energy Volley“ aus Piacenza.

## Verdienstorden
- 1998  Goldenes Halsband für sportliche Verdienste[1]
- 2000  Ritter des Verdienstordens der Italienischen Republik[2]